# Hitomi (prénom)
Pour les articles homonymes, voir Hitomi.
Hitomi est un mot et prénom féminin japonais signifiant « pupille », « œil », « prunelle », porté notamment par :

## Nom

### Personnalités
Chanteuses
- Hitomi (de son vrai nom Hitomi Furuya)
- Hitomi Kuroishi, auteur, interprète et compositrice
- Hitomi Saitō, membre de Melon Kinenbi
- Hitomi Shimatani
- Hitomi Takahashi (chanteuse)
- Hitomi Yaida
- Hitomi Yoshizawa, ex-Morning Musume
- Hitomi Honda, AKB48, IZ*ONE

Actrices
- Hitomi Kobayashi, ancienne idole de la vidéo pour adultes
- Hitomi Takahashi (actrice)
- Hitomi Tanaka, idole de la vidéo pour adultes

Autres
- Hitomi Kanehara, romancière

### Personnages de fiction
- Hitomi Kisugi, héroïne de la série manga et anime Cat's Eye
- Hitomi Kanzaki, héroïne de la série animé Vision of escaflowne
- Hitomi Tsukishiro, héroïne de la série animé Iroduku : Le Monde en couleur
- Hitomi Uzaki, personnage de la série animé Killing bites